# Flavie Renouard
Pour les articles homonymes, voir Renouard.
Flavie Renouard, née le 10 septembre 2000 à Caen, est une coureuse de demi-fond et de cross-country française, licenciée au Caen Athletic Club (CAC, Calvados).

## Carrière
Flavie Renouard est 10e en cross junior et médaillée de bronze par équipe junior lors des Championnats d'Europe de cross-country 2019 à Lisbonne.
Elle remporte la finale du 3 000 mètres steeple aux Championnats de France d'athlétisme 2021 à Angers avec un temps de 9 min 46 s 81. Quelques jours plus tard, elle décroche le titre de championne d'Europe espoirs du 3 000 m steeple (9 min 51 s 02) à Tallinn (Estonie).
Elle est médaillée de bronze en cross par équipes et 17e du cross individuel dans la catégorie des moins de 23 ans lors des Championnats d'Europe de cross-country 2022 à Turin.
Elle participe aux championnats du monde de Budapest 2023 sur le 3 000 m steeple. Elle termine 9e de sa série en 9 min 39 s 91.